# Miguel Ángel Ocano Opengo
Miguel Ángel Ocano Opengo (Victoria de Durango, Durango; 5 de junio de 1972) es un abogado y político mexicano miembro del Partido Acción Nacional. 
Fue jefe delegacional en Azcapotzalco, en el entonces Distrito Federal, del 15 de abril al 30 de septiembre de 2003. 
Durante la administración 2021-2024 de Margarita Saldaña Hernández en la Alcaldía Azcapotzalco, se desempeñó como Director General de Asuntos Jurídicos. En ese mismo periodo fue encargado del despacho de la alcaldía, del 1 de abril al 29 de mayo de 2024, durante la licencia temporal de la titular. Concluyó su gestión como Director General de Asuntos Jurídicos al término de dicho gobierno.
Miguel Ángel Ocano es licenciado en Derecho por la Universidad Tecnológica de México, cursó la especialidad en Derecho Tributario en la Escuela Libre de Derecho, cuenta con el grado de máster en Prevención y Combate a la Corrupción por la Universidad de Salamanca y concluyó los estudios de Maestría en Prevención de la Corrupción y Estado de Derecho en el INACIPE; ha cursado diplomados en Transparencia y Acceso a Información Pública, Protección de Datos Personales, Derecho Fiscal, Propiedad Industrial, Energético, Electoral, Parlamentario, Corporativo, Económico, Financiero, Marketing Político y Administración.

## Trayectoria
Durante el último medio año de la gestión 2000-2003 ocupó la Jefatura Delegacional en Azcapotzalco, sucediendo como Jefe Delegacional interino a Margarita Saldaña Hernández. Su labor conjunta en la Delegación generó, entre otros bienes públicos, la sustitución integral del alumbrado público de la demarcación y la conformación de la Central de Monitoreo de Emergencias más grande de América Latina para ese momento, con más de 18 mil alarmas vecinales instaladas en hogares, escuelas y comercios de la demarcación.
A partir de 2003 es representante del Partido Acción Nacional ante el Instituto Electoral del Distrito Federal en el Distrito Electoral cabecera de la Delegación Azcapotzalco.
En 2004 durante la LIX Legislatura de la Cámara de Diputados, fue nombrado asesor de la Comisión de Economía de la Cámara de Diputados y en 2005 secretario técnico del Comité de Administración de la misma instancia del Poder Legislativo Federal.
En el año 2006 es candidato a diputado local por el Distrito Electoral III en Azcapotzalco y tras el triunfo de Felipe Calderón Hinojosa como Presidente de México, es nombrado Responsable de Administración del Proyecto México 2030, esfuerzo plural de prospectiva que alimentaría el Plan Nacional de Desarrollo 2006-2012. 
Durante la LX Legislatura, es nombrado asesor enlace entre la Junta de Coordinación Política y el Comité de Administración de la Cámara de Diputados.
De 2009 a 2011 es nombrado director general adjunto de Vinculación y Seguimiento en el Secretariado Ejecutivo del Sistema Nacional de Seguridad Pública y coordina la vinculación para la concertación del destino del Fondo de Aportaciones para la Seguridad Pública, el Subsidio para Policía Acreditable y el Subsidio para la Seguridad en los Municipios, todos recursos federales para la Seguridad Pública.
Desde 2012 a 2015 fue asesor del Grupo Parlamentario del Partido Acción Nacional en la Junta de Coordinación Política de la Cámara de Diputados.
Durante la administración 2021-2024 de Margarita Saldaña Hernández en la alcaldía Azcapotzalco, ocupó el cargo de director general de Asuntos Jurídicos. En esta responsabilidad:
En diciembre de 2021, participó en la instalación de la Comisión de Asuntos Jurídicos del Concejo, destacando su papel como espacio para la conciliación entre la ciudadanía y la administración pública, con el fin de resolver conflictos de forma directa y evitar procesos legales prolongados. Ocano subrayó que este mecanismo permitiría agilizar la atención a los casos, garantizar la eficiencia y fortalecer la rendición de cuentas.
Declaró que trabajaba en un acuerdo entre comerciantes y vecinos para garantizar el respeto al libre tránsito en la vía pública, además de definir puntos de carga y descarga.
Participó en el operativo de atención a una toma clandestina de hidrocarburo en avenida Tezozómoc y Camino a Nextengo, informando que Pemex, Protección Civil y autoridades federales clausuraron las derivaciones ilegales, mientras el área jurídica procedía con las verificaciones administrativas correspondientes.
Contribuyó a las acciones reconocidas por la Secretaría de Desarrollo Económico de la CDMX (SEDECO-CDMX) por su combate a la extorsión en comercios, subrayando que Azcapotzalco no realiza clausuras indebidas y que las verificaciones buscan regularizar los establecimientos para impulsar la actividad económica.
En el marco del programa “Ponte en regla”, impulsó que los restauranteros se ajustaran a las disposiciones de la Ley de Establecimientos de la Ciudad de México para evitar extorsiones. Destacó la importancia de que los negocios se mantuvieran en regla, generando empleo y servicios, e indicó que ya se habían inspeccionado zonas como Nuevas Santa María, Clavería y Azcapotzalco Centro, entre otras señaladas por quejas ciudadanas.
Posteriormente, del 1 de abril al 29 de mayo de 2024, fungió como encargado del despacho durante la licencia temporal de la titular. En esa función, enfatizó que las alcaldías no tienen atribución para otorgar licencias o manifestaciones de construcción, responsabilizando únicamente al Gobierno de la CDMX de esas facultades.
Concluyó su gestión como director general de Asuntos Jurídicos al término del gobierno 2021-2024.